# Bereck
Bereck (románul Brețcu, németül Bretz, latinul Angustia) falu Romániában, Erdélyben, Kovászna megyében. Községközpont, Kézdimartonos és Ojtoztelep tartozik hozzá.

## Fekvése
Kézdivásárhelytől 13 km-re északkeletre, az Ojtozi-szoros
erdélyi kijáratának kapujában, a Berecki-patak mellett fekszik.

## Nevének eredete
A magyar név a Brictius latin személynévre vezethető vissza; román neve a magyarból származik.

## Története
Területe már a legrégibb idők, a szórványleletek szerint legalább az újkőkorszak óta lakott. Kőcsákányok, újkőkori gömbfejű kalapács került itt elő, a későbbi korokból pedig egy híressé vált bronzlelet lándzsákkal és baltával. A Farkasvárnak nevezett helyen őskori település nyomait tárták fel.
Az Ojtozi-szoros bejárata előtt láthatók Veneturné várának maradványai. A székelyek hagyománya szerint várat IV. Béla uralkodása alatt a székely Benetur építette, innen a neve. A romokhoz legendák kötődnek. Valójában a Római Birodalom limesét őrző katonai tábornak épült Augustia néven 117 és 138 között, Hadrianus császár idejében. 1241-ben a tatárok pusztították el.
A Tekeres és a Leánypatak közti hegyormon állt Leányvár, mely a római erőd egyik őrtornya lehetett.
A falut 1332-ben Beze néven említik. A település fejlődésére kedvezően hatott földrajzi fekvése. 1426-ban Zsigmond király mezővárossá emelte, később kiváltságos mezővárosként kivált Kézdiszékből, 1870 és 1876 között pedig törvényhatósági jogú város volt. 1910-ben 3275 lakosa volt, ebből 2087 magyar, 1186 román, 2 német. A trianoni békeszerződésig Háromszék vármegye Kézdi járásához tartozott. 1992-ben 2840 lakosából 2091 magyar, 747 román volt.

## Látnivalók

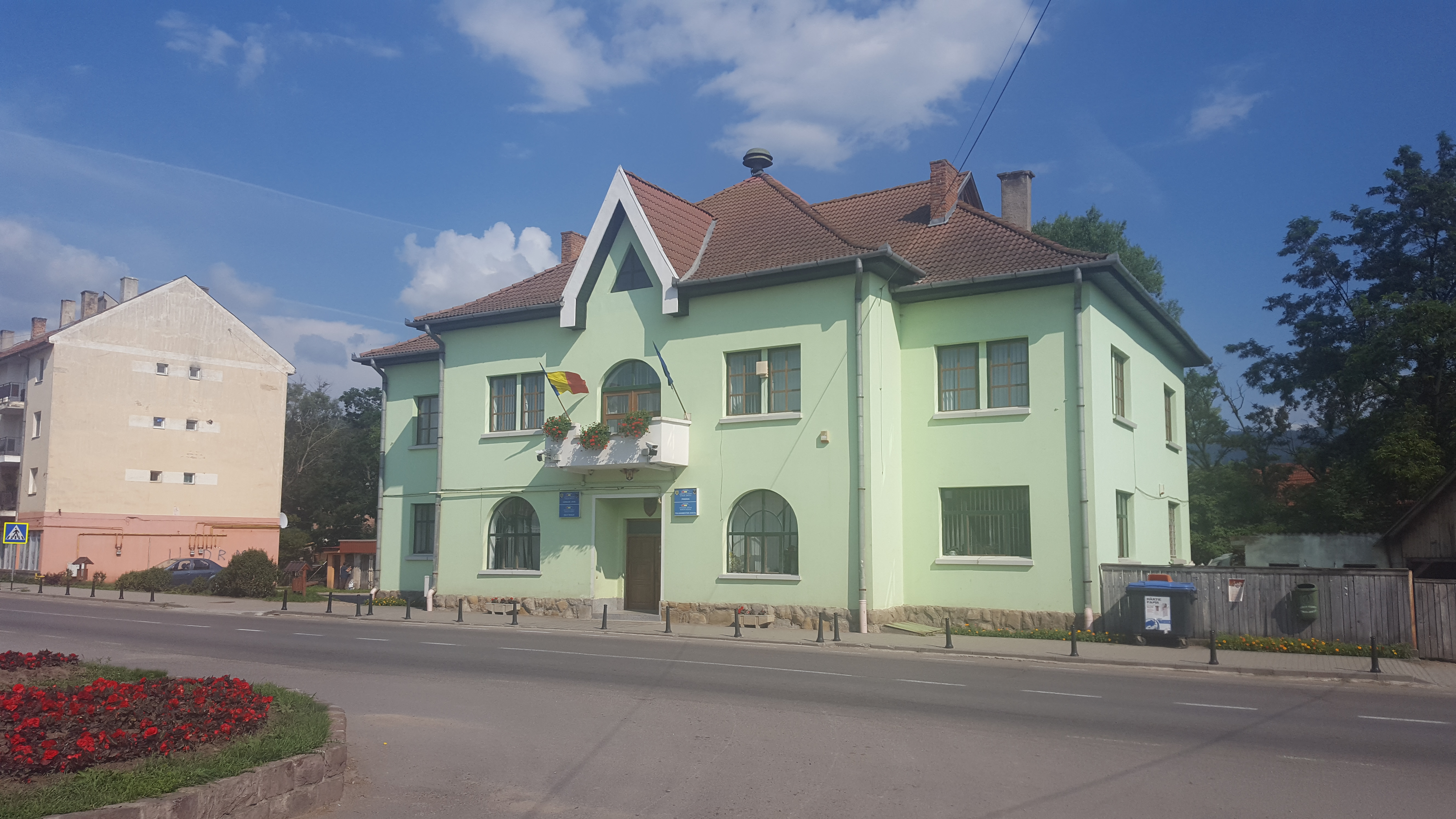
Községháza

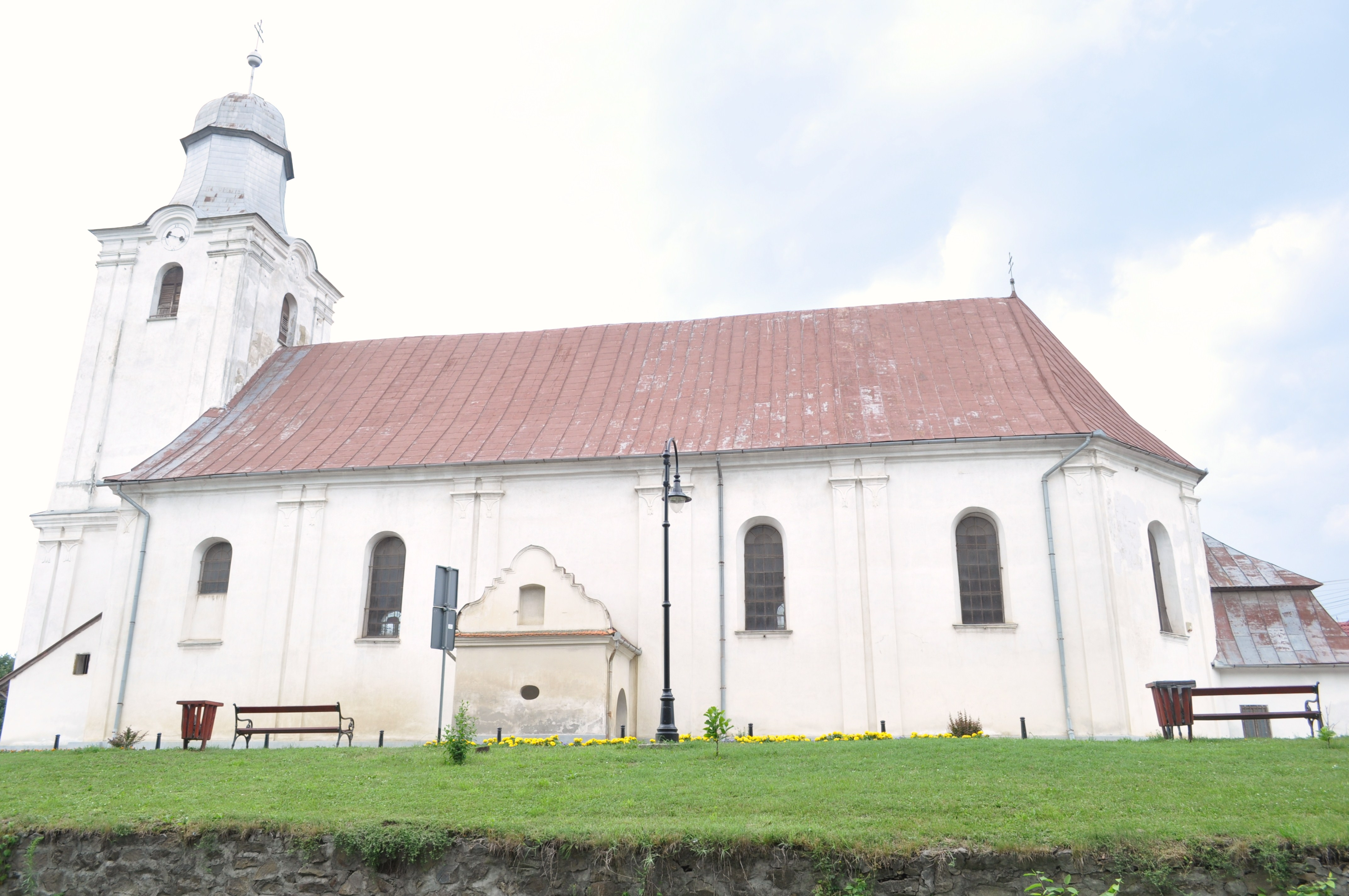
Római katolikus templom

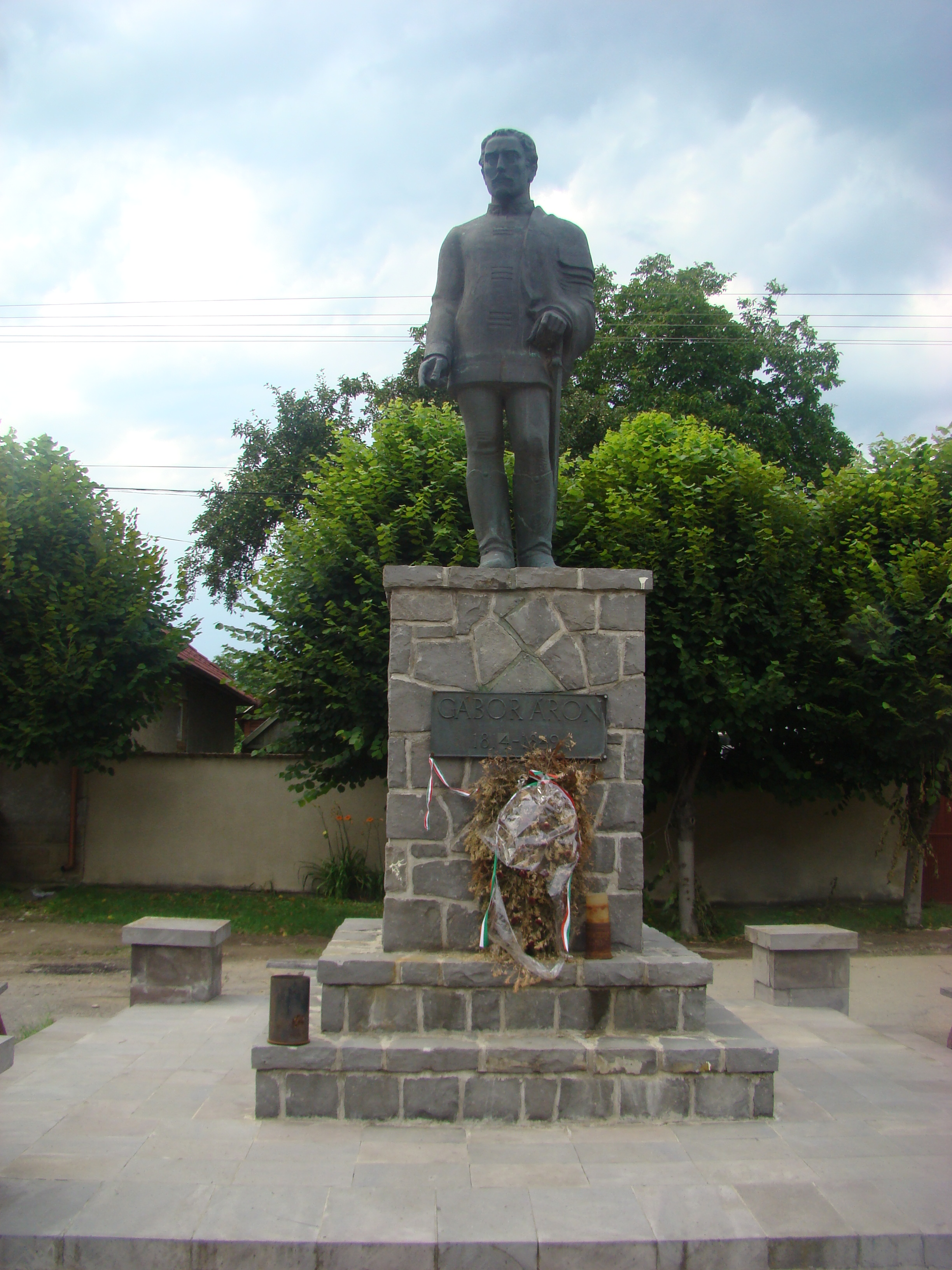
Gábor Áron szobra

- Eredeti formájukban felújított 19. századi parasztházak.
- Veneturné várának maradványai az Ojtozi-szoros bejáratánál.
- Régi gótikus temploma 1569-ben épülhetett fából, tornya 1764-ben épült.
- A mai római katolikus templomot 1803 és 1810 között építették, tornyát 1818-ban fejezték be. 1977-ben és 1990-ben földrengés rongálta meg, 1993-ban megújították. 1569-ben épült elődjét 1802-ben egy nagy földrengés rongálta használhatatlan állapotúvá. Megmaradt 1775-ben készült, ma már műkincsnek számító harangja, a következő latin nyelvű felirattal: „A halottakat elsiratom, a villámokat megtöröm, a szeleket szétoszlatom, ünnepkor a lelkeket házamba hívom. Öntetett Szent Miklós püspök a berecki eklézsia védőszentjének tiszteletére 1775.” E harangot nem öntötték ágyúvá 1848–1849-ben, egy másik berecki harangot azonban igen. A templom szentélye mögött állították fel 1992-ben Gábor Áron szobrát.
- Ortodox temploma 1783 és 1787 között épült.
- A polgármesteri hivatal közelében található a ház, ahol 1849. július 25-én Bem József találkozott Petőfi Sándorral.
- A falutól 2 km-re, a cserépgyár közelében, a Körültáj-hegyen (a hegy elnevezése valószínűleg az ázsiai nyelvekben meglévő kurultáj (am. „törzsi gyűlés”) szóval magyarázható) 1899-ben 3 m magas emlékoszlopot állítottak Erzsébet királyné tiszteletére.

## Híres emberek
- Itt született Gábor Áron 48-as szabadsághős 1814. november 27-én, a szülőháza helyén álló házat[4] emléktábla jelöli, 1992-ben felavatott szobra a római katolikus templom közelében áll.
- Temetőjében nyugszik Gábor Áron öccse, Imre, aki polgármester és országgyűlési képviselő volt.
- Itt született 1889. április 7-én Khell István magyar irodalomtörténész, műfordító.
- Itt született 1963. december 27-én Kosztándi István hegedűművész.
- Itt született 1940. december 10-én Illyés Kinga előadóművésznő, színésznő és színészpedagógus.

## Testvérvárosok
- Tótkomlós, Magyarország (1995)